# SST Records
SST Records — американский независимый лейбл, основанный в Лонг-Бич, Калифорния в 1978 году музыкантом Грегом Гинном. Компания была сформирована Гинном в двенадцатилетнем возрасте в 1966 году, как Solid State Tuners, маленький бизнес, через который он продавал электронные оборудования. Гинн перепрофилировал компанию на лейбл звукозаписи, чтобы издавать музыкальные релизы Black Flag, его собственной группы.
Музыкальный журналист Майкл Азеррад писал, что «Гинн начинал с безденежного, измученного копами бизнес-магазина, который с лёгкостью стал самым влиятельным и популярным андерграундным инди-лейблом восьмидесятых». Вместе с другими американскими инди-лейблами, такими как Twin/Tone, Touch and Go Records, Epitaph и Dischord, SST помог возглавить общенародную сеть андерграундных групп, которые сформировали  пре-Nirvana инди-рок сцену. Эти лейблы руководили переходом от хардкор-панка, который тогда доминировал на американской андерграундной сцене, к более разнообразным стилям альтернативного рока, которые тогда только зарождались. Первоначально SST фокусировались на выпуске материала хардкор-панк групп из Южной Калифорнии. Поскольку многие участники лейбла стремились выйти за пределы хардкора, SST выпустили много ключевых альбомов, которые сыграли важную роль в развитии американского альтернативного рока, включая релизы  Minutemen, Hüsker Dü, Meat Puppets, Soundgarden, Sonic Youth, и Dinosaur Jr. После пикового релиза в конце 1980-х, SST начали издавать джазовые записи. Сейчас SST расположен в Тэйлоре, Техас. Sonic Youth, Soundgarden, Dinosaur Jr., и Meat Puppets вернули свои права на материал, изданный SST, после того, как покинули лейбл.

## История

### Ранние годы
Грег Гинн основал Solid State Tuners  (SST) в возрасте 12 лет. SST был бизнесом доставки по почте, который продавал радиооборудование, оставшееся со времён второй мировой войны. Бизнес был мелким, но хорошо процветал в ранние годы совершеннолетия Гинна.
Гинн образовал панк-рок группу Panic в 1976 году. Panic записали 8 песен в январе 1978 года, но ни один из лейблов не был заинтересован в издании этих записей, помимо Bomp! Records. К концу 1978 года Bomp ещё не дали официальное согласие на издание музыки, так что Гинн решил, что у него было достаточно опыта с SST, чтобы издать записи самостоятельно. Издание альбомов оказалось простым делом; «Я как раз заглянул в телефонную книгу под штамповкой и там была одна вещь», вспоминал Гинн, «and so I just took it to them and I knew about printing because I had always done catalogs». В январе 1979 года SST Records издали музыку, записанную группой Гинна (которую на сегодняшний день именуют Black Flag), мини-альбом Nervous Breakdown.
Многие концерты в ранние годы Black Flag заканчивались жестоко, зачастую с участием полиции. В итоге полиция прослушивала звонки лейбла и держала офис SST под наблюдением. Гинн утверждает, что полицейские под прикрытием выдавали себя за бездомных, сидящих возле входной двери SST. Группа не смогла нанять адвоката из-за нехватки денег; Гинн позже растолковывал: «Я имею в виду, что мы задумывались о том, чтобы сэкономить на нашем питании. …Нам некуда было деваться». К 1980 году Лос-Анджелесские клубы начали накладывать запреты на выступление хардкор-панк групп, добавляя этим ещё больше проблем SST.
В 1980 году SST издали Paranoid Time, дебютный мини-альбом Minutemen. Песни были записаны и сведены за одну ночь, за 300 долларов. Басист Minutemen Майк Уатт вспоминал, «Именно в тот момент мы поняли, что все, что нужно делать, — это платить за тиражи, что пластинки не являются подарком с горы Олимп. ...Может быть, это было следствием опыта Грега в работе с радиостанциями, но он верил, что если постараться, то можно выйти за пределы своей маленькой группы». Столкнувшись с враждебностью к хардкор-панку, участники SST, такие как Black Flag и Minutemen, выступали везде, где только могли, в основном на домашних вечеринках и, на ранней стадии, в подвалах. Black Flag начали путешествовать по побережью Калифорнии, чтобы дать концерт в ночном клубе Mabuhay Gardens, расположенном в Сан-Франциско, совершив в общей сложности семь поездок. Спот, домашний продюсер SST выступил в роли звукоинженера и тур-менеджера, также принял большое участие в записи музыки лейбла.
SST продали свои релизы мелким дистрибьюторам по преднамеренно низкой цене; однако, поскольку дистрибьюторы, как правило, продавали импортные записи, эти записи обычно попадали в специализированные магазины, где они продавались по высоким ценам. Гинн решил издать Damaged, первый полноформатный альбом Black Flag, через мейнстримного дистрибьютора. SST заключили сделку с MCA Records о совместном издании Damaged на Unicorn Records, меньшем лейбле, принадлежащем MCA. Незадолго до выхода альбома MCA решили не издавать Damaged, сославшись на «неродительскую» тематику. SST подали в суд на Unicorn, утверждая, что лейбл не выплатил роялти и расходы на альбом. Unicorn дали ответный иск и добились судебного запрета Black Flag на издание новых материалов до тех пор, пока дело не будет урегулировано. Когда SST издали сборник Black Flag Everything Went Black, Unicorn предстали перед SST в суде в июле 1983 года. Гинн и басист Black Flag Чак Дуковски (который стал совладельцем SST, вместе с Джо Кардуччи и Стивом «Маггер» Корбином) были обвинены в нарушении судебного запрета и отправлены в тюрьму округа Лос-Анджелес на пять дней. В конце 1983 года Unicorn обанкротились и к Black Flag вернулась способность к изданию альбомов.

### Рост и разнообразие в плане музыки
Несмотря на юридические проблемы, SST продолжали издавать записи исполнителей, включая Minutemen, Saccharine Trust и Meat Puppets. Первый коллектив родом не из Западного побережья, который заключил контракт с лейблом, были Hüsker Dü в 1982 году. После разрешения фиаско с Unicorn Records, SST издали четыре альбома Black Flag в 1984 году. Издание многократных альбомов Black Flag и двойных альбомов Zen Arcade и Double Nickels on the Dime от Hüsker Dü и Minutemen, соответственно, увеличили доход прибыли лейблу. В то время, как SST полагали, что Zen Arcade будет значительным андерграунд-хитом, тираж более 5,000 копий был неожиданностью для лейбла, поэтому они допустили ошибку из-за своей предосторожности и не напечатали это число при начальной прессовке. Zen Arcade, получивший признание нескольких критиков мейнстрим-медиа, быстро распродавался и из-за этого месяцами оставался недоступным для покупки. Гинн решил сократить расходы на раскрутку альбомов Black Flag, издавая их один за другим и организовав тур в поддержку альбомов группы.
В середине 1980-х Hüsker Dü стали главной приманкой SST, их серьёзная лирика и все более мелодичная музыка стали ключевой связью между хардкором и развивающимся звучанием колледж-рока. Непрерывная запись и выпуск альбомов группой (которая выпустила три альбома в течение 1984 и 1985 гг.) создали приток заработка для лейбла и позволили ему получать деньги от дистрибьюторов за другие релизы. Тем не менее, коллектив чувствовал, что SST не уделяет достаточного внимания их релизам; После того, как группа покинула лейбл, ударник Hüsker Dü Грант Харт упомянул: «Я думаю, что с их стороны есть небольшое нежелание позволить кому-либо получить немного больше внимания, чем Black Flag». В 1985 году Hüsker Dü захотели самостоятельно издать свой третий студийный альбом New Day Rising. Игнорируя пожелания группы, SST назначили Спота руководить сессиями. Грант Харт позже объяснил: «У нас не было другого выбора, кроме как работать с ним. SST заставили нас». Осознавая всю напряжённость, Спот «должен был делать то, что хотела звукозаписывающая компания». В результате, New Day Rising стал одним из последних альбомов, которые Спот записал по желанию лейбла, и группа вскоре присоединилась к мажор-лейблу Warner Bros. Records.
Дальше список исполнителей SST уменьшился из-за распада Minutemen в 1985 году (причиной послужила гибель гитариста Д. Буна) и Black Flag в 1986 году. Лейбл заменил эти группы контрактами с Sonic Youth, Dinosaur Jr и Bad Brains, а также с Screaming Trees, Soundgarden и Firehose (созданная бывшими участниками Minutemen). Sonic Youth часто упоминали лейбл в своих интервью и, согласно мнению музыкального писателя Майкла Азеррада, «казалось, активно агитировали за подпись контракта с инди-локомотивом»; В свою очередь, Sonic Youth сыграли важную роль в заключения контракта SST с Dinosaur Jr. Джерард Кослой, владелец Homestead Records, предыдущего лейбла, на котором записывались Dinosaur Jr, упоминал: «SST был лейблом, на котором хотели быть все [...]. Всеми любимые группы записывались на этом лейбле; SST были веселее, круче, у них тоже было машинное оборудование». В том же году, лейбл покинул один из совладельцев и A&R-менеджер Джо Кардуччи.
Гинн купил лейбл New Alliance Records у Майк Уотта, который и основал его вместе с Д. Бунном. Гинн и SST продолжали переиздавать некоторые ключевые альбомы New Alliance — альбомы Descendents, Land Speed Record от Hüsker Dü, и все альбомы Minutemen, которые не были изданы самим SST. Затем он переделал New Alliance в лейбл, специализирующийся на необычных джаз, рок и spoken-word записях.
В конце 80-х и начале 90-х Гинн открыл два распределённых подлейбла SST. Первый, en:Cruz Records, который открылся в 1987 году, издал три сольных альбома, записанные Гинном в течение года, и, также издал записи групп ALL, Big Drill Car и Chemical People. Второй, недолго существовавшие Issues Records, которые были сконцентрированы на spoken-word записях, включая двойной альбом бывшего члена НБА Билла Уолтона, композитором которого стал Рэй Манзарек.

### Упадок
Ряд ключевых исполнителей покинуло SST в конце 1980-х. К 1987 году, всего через год после подписания контракта с лейблом, Sonic Youth разочаровались в нём. Гитарист Тёрстон Мур указывал, «Бухгалтерские сметы SST казались нам сомнительными», а другой гитарист группы Ли Ранальдо раскритиковал «укуренное административное качество» лейбла. Коллектив также был недоволен новыми контрактами Гинна. Недовольные тем, что их доход от записей в конечном итоге уходил на финансирование «бездарных альбомов», Sonic Youth саркастически покинули лейбл и подписали контракт с Enigma Records в 1988 году. Dinosaur Jr покинули SST ради Blanco y Negro Records в 1990 году. Основатель группы Джей Маскис сказал: «Мне нравится Грег Гинн и всё такое, но они не заплатят тебе». К началу 1990-х, Meat Puppets, Screaming Trees, Soundgarden и Firehose также разочаровались в SST и покинули лейбл.
В 1987 году SST издали около 80 записей, это «смешное количество даже по стандартам мажор-лейблов», по словам Азеррада. Престиж SST упал и к 1990 году инди-лейбл из Сиэтла Sub Pop превзошёл SST. Репутация SST серьёзно пошатнулась, когда авангардная группа Negativland вступила в долгую юридическую битву с SST в связи с лейбловским судебным иском на их пресловутый «кавер» на хит U2 «I Still Haven't Found What I'm Looking For», который был издан на их сингле U2 в 1991 году. Лейбл U2 Island Records подал в суд на Negativland, заявив, что размещение слова «U2» на обложке нарушает закон о товарных знаках и что сингл был попыткой намеренно запутать фанатов U2, которые ожидали выхода нового альбома Achtung Baby. SST заключил мировое соглашение с Island и объявил о намерении возместить все убытки за счёт собственного артиста. Negativland написали письмо, в котором назвали SST лицемерами, и отказался от лейбла. Гинн опубликовал пресс-релиз, в котором назвал Negativland «параноидальными недовольными представителями высшего среднего класса», и подал на них в суд за нарушение контракта. Дело было урегулировано, когда Гинн и SST согласились полностью издать большую часть мастер-альбомов Negativland (в основном, их серия кассет Over The Edge) в обмен на завершение работы над концертным альбомом, который планировался задолго до того, как начались их юридические баталии, а также сохранность на короткий срок трёх релизов Negativland на лейбле, изданных STT (позже авторские права на эти записи были возвращены Negativland). Вся эта битва позже стала основой для Fair Use: The Story of the Letter U and the Numeral 2, аудиокниги Negativland, изданной в 1995 году (One bit of detournement took the bumper sticker «SST: Corporate Rock Still Sucks» and made it into «Corporate SST Still Sucks Rock»).
В середине 90-х SST почти впал в спячку, вычеркнув большую часть своего джазового материала и издав немного нового, не считая проектов Гинна (включая en:Confront James, en:Mojack), но всё ещё сохраняя каталоги Black Flag, Minutemen, Firehose, Hüsker Dü, Descendents, и Bad Brains в печати. Несколько исполнителей, ранее работавших на лейбл, в том числе Sonic Youth и Meat Puppets, подали в суд на SST, чтобы вернуть их мастер-копии, требуя невыплаченные гонорары. Лейбл прекратил свою деятельность к концу 1990-х годов. По мнению Гинна, виновником этого явилось банкротство дистрибьютора лейбла, DNA. Со временем лейбл возобновил свою деятельность в середине 2000-х. Однако, эти новые издания были в рамках проектов, связанных с Гинном, такими как Gone, Hor, Jambang и Greg Ginn and the Taylor Texas Corrugators.
В 2002 году Гинн заключил новый дистрибьюторский договор с Koch Records и пообещал издать новый материал его различных музыкальных проектов ; в итоге эти релизы появились на его веб-сайте. В 2006 году, независимый дистрибьютор цифровой музыки The Orchard объявил, что 94 релиза из бэк-каталога SST будут доступны через такие цифровые магазины, как eMusic и iTunes Music Store.

## Дискография и список исполнителей лейбла
- Дискография SST Records
- Список исполнителей SST Records